# Coinches
Coinches ist eine auf 379 Metern über Meereshöhe gelegene Gemeinde im französischen Département Vosges in der Region Grand Est (bis 2015 Lothringen). Sie gehört zum Kanton Saint-Dié-des-Vosges-2 im Arrondissement Saint-Dié-des-Vosges. Sie grenzt im Norden an Remomeix, im Nordosten an Raves, im Osten an Ban-de-Laveline, im Südosten an La Croix-aux-Mines und im Südwesten und im Westen an Entre-deux-Eaux. Die Bewohner nennen sich Coinchois(es). Zu Coinches gehören neben der Hauptsiedlung auch die Weiler La Corneille, Fouchifol, La Gencière, La Grange-des-Aulnées und La Haute-Coinches.

## Bevölkerungsentwicklung
| Jahr      | 1962 | 1968 | 1975 | 1982 | 1990 | 1999 | 2008 | 2014 |
| --------- | ---- | ---- | ---- | ---- | ---- | ---- | ---- | ---- |
| Einwohner | 214  | 192  | 199  | 319  | 345  | 331  | 345  | 350  |

## Sehenswürdigkeiten

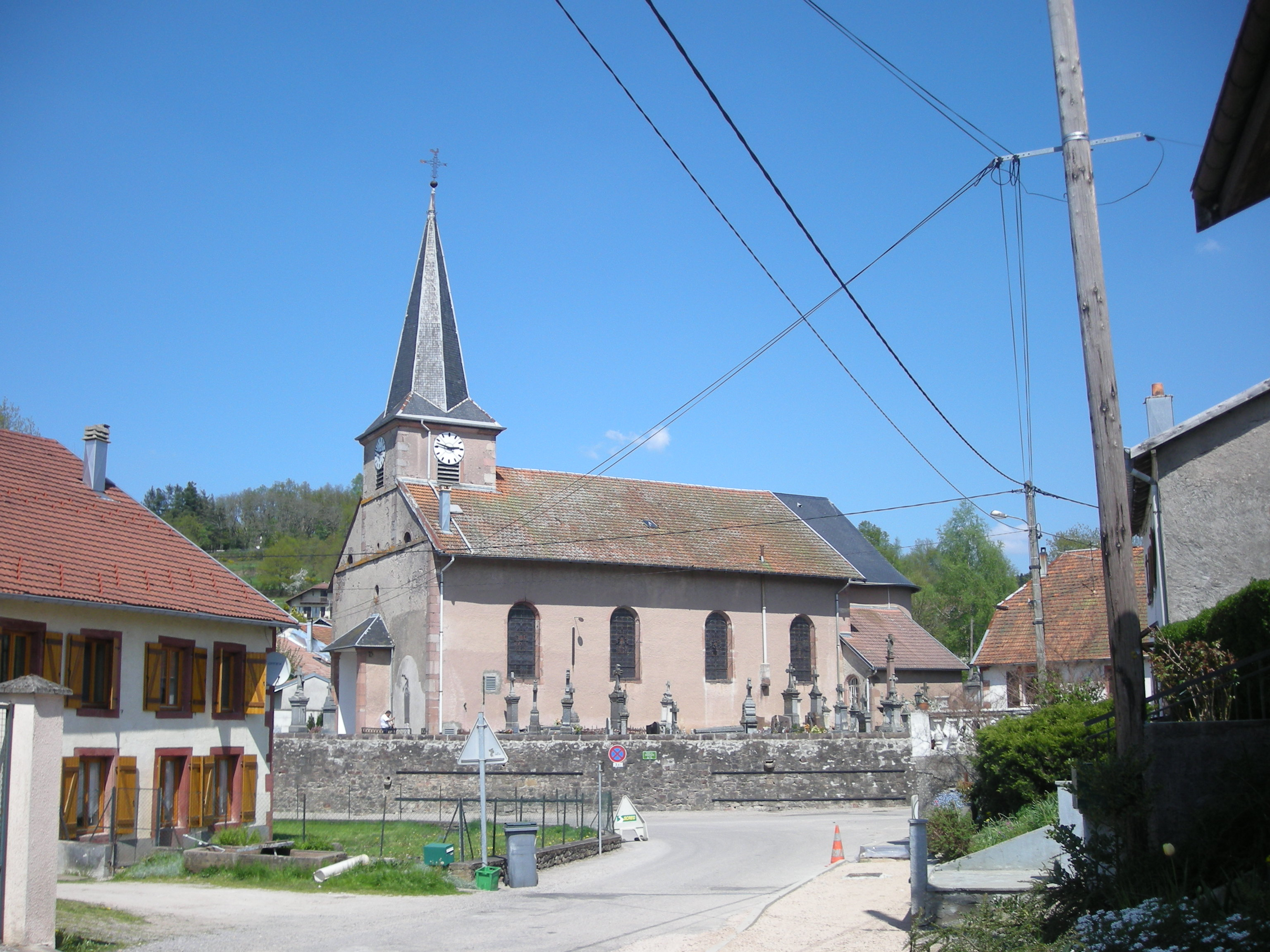
Kirche Saint-Claude

- Kirche Saint-Claude
- Oratorium